# Polly of the Circus (commedia)
Polly of the Circus è un dramma teatrale scritto da Margaret Mayo nel 1907. La storia, una commedia drammatica, è ambientata nella casa del reverendo John Douglas.
La prima si tenne a New York, al Liberty Theatre il 23 dicembre 1907. La commedia messa in scena da Frederick W. Thompson che la produsse e la diresse, aveva come protagonista una stella delle scene teatrali di Broadway, l'attrice di lontane origini italiane Mabel Taliaferro che Thompson aveva sposato l'anno precedente.
Il lavoro teatrale ottenne un discreto successo, restando in scena fino al maggio 1908 con un totale di 160 rappresentazioni.

## Trama

### Cast della prima
- Herbert Ayling
- J. W. Benson
- Joseph Brennan
- James Cherry
- The Famous St. Leon Family of European Acrobats
- Mattie Ferguson
- John Findlay
- J. B. Hollis
- W. Burton James:
- Desiree Lazard:
- Guy Nichols:
- Elsie St. Leon:
- Mabel Taliaferro: Polly
- Jennie Weathersby:
- Mathilde Weffing:
- Edith Wild:
- Malcolm Williams: reverendo John Douglas

### Trasposizioni cinematografiche
- Polly of the Circus, regia di Edwin L. Hollywood e Charles Horan (1917)
- Polly of the Circus, regia di Alfred Santell (1932)